# パルワールド
『パルワールド』（英語: Palworld）は、日本のコンピュータゲームソフト制作会社ポケットペアによるオープンワールド・サバイバルクラフトゲーム。
ゲームの舞台であるパルパゴス島には「パル」と呼ばれる多種多様な生物が生息しており、プレイヤーはパルと戦って捕獲することで拠点を構築したり戦闘に利用したりする。ソロプレイ可能だが、オンラインでの4人協力や1サーバーを共有しての32人同時接続にも対応する。

## ゲームプレイ
プレイヤーはカスタマイズ可能なキャラクターを三人称視点で操作し、「パルパゴス島」と呼ばれるオープンワールドの空間を探索して島の秘密を解き明かすことを目指す。プレイヤーは空腹ゲージを管理しながら、素材を集め、道具を作り、拠点を建設していく。プレイヤーのレベルが上がると技術ツリー内のより高度な道具や設備が解除される。「スフィア」と呼ばれる道具でパルを捕獲する。パルにはそれぞれ特技や得意分野があり、戦闘利用、建築補助、食材化が可能である。拠点のレベルが上がるにつれ同時に出せるパルの数が増えるので、プレイヤーはさまざまな作業をパルに手伝わせることで拠点を発展させていく。
島にはパルの密猟団、パルの愛護団体、自警団などのさまざまな勢力が存在し、点在する塔にはそれぞれのボスパルテイマーがプレイヤーを待ち構えている。ゲーム世界には独自の法律があり、プレイヤーがNPCを攻撃するなどの行動をとるとGrand Theft Autoシリーズに似た指名手配システムが発動し、犯罪者として扱われ出現する自警団に攻撃される。

## 開発
開発は2020年9月に発売した『クラフトピア』の早期アクセス配信が始まってから約半年後に始まった。初期の開発チームは新規採用した4名ほどの社員で構成されており、クラフトピアとは別に作っていた。開発チームは2年後には30人ほどに増え、アート系の人員を加えていったため最終的に40人以上の規模になった。ポケットペアのCEOである溝部拓郎によれば、全体的なゲームコンセプトとしては『ARK: Survival Evolved』の影響を受けているほか、サバイバルの仕組みやタスクについては『Rust』に触発されたと語っている。また、『RimWorld』も大きな影響を受けたゲームとして挙げられている。
発売後の2024年2月1日以降、マイクロソフトの技術支援を受け、サーバーの構築やグラフィックスとメモリの最適化を行なった。

### アップデート
ゲームはユーザーの声に合わせて定期的に見直されており、不具合の修正に限らず新たなパルを追加する大型アップデートもある。
2024年2月24日、数多くの不具合修正やバランス調整が行われた。また、それまでゾーイなどの塔のボスを捕獲できてしまう裏技が流行していたが修正された。この修正は開発側も意図していなかったようで、公式Xでは「うっかりバグを修正してしまい、大変申し訳ございません」と異例の謝罪を行った。
4月4日、拠点のパルと協力してボスに挑む「レイド」が追加された。またレイドボスとして新パルも追加された他、アイテムや新たな建造物も多数追加された。
6月27日、初の超大型アップデートと題した「桜島アップデート」が実施された。新マップ・桜島に新たな敵、数多くの新パルと建造物が追加された。
12月23日、2度目となる超大型アップデート「天落アップデート」が実施された。桜島の6倍にもなる巨大新マップ・天落に新たな敵や新パルに建造物、さらに「研究」「遠征」「賞金首」など数多くの要素が追加された。また、他にも「ハードコアモード」「出現パルランダムモード」といった初めからパルワールドをプレイするプレイヤーに向けた新モードも追加された。
2025年6月25日、3度目となる超大型アップデート「テラリアの鼓動」が実施された。人気ゲーム『Terraria』とのコラボダンジョンにはテラリアのモンスターが生息しており捕獲や育成をすることが可能で、「でんせつのミャオメア」を始めとするテラリア内の武器防具が多数追加された。また、その他にも新たな島や新パルに建造物、「釣り」「サルベージシステム」「パルの信頼度」「ミッション」など数多くの要素が追加された。

## 発売
2021年6月5日、INDIE Live Expo 2021で発表された。公開されたゲームプレイ映像では、パルの扱い、例えば、移動、戦闘、建築、工業自動化、繁殖可能であることが示され、この時点での発売は2022年とされていた。その後東京ゲームショウ 2022 Xbox Streamにて、Xbox Series S/XとXbox One向けにも発売されることを明らかにした。2023年6月のSummer Game Festで2024年1月に早期アクセスの開始を発表。
2024年1月19日にXbox Series X/S、Xbox One、PC（Microsoft Store、Steam）向けに早期アクセス版を発売した。また、Xbox Game PassやXbox Cloud Gamingにも対応している。同年6月12日、年内にMac版のリリースを発表。同年6月27日、マイクロソフトはAmazon.comとの協業により、本ゲームを含むXbox Game Pass Ultimateの一部ゲームを同年7月からFire TV Stick 4Kでも利用可能予定と発表。2024年9月25日、PlayStation 5版が日本を除く世界68か国で発売された。この時点では日本での販売は未定となっていたが、同年10月4日に発売された。なお、PlayStation4版は最適化の都合からか発売されていない。
11月27日、人気ゲーム『Terraria』とのコラボを2025年内に予定していることが告知された。また、「天落アップデート」にてTerrariaに登場する強力な武器「ミャオメア」がパルワールド内に実装された。

## 登場キャラクター

### パルテイマー

#### 主人公
パルパゴス島に流れ着いた漂流者。パルを捕獲するパルテイマーとしての才能を開花させる。ゲーム開始時点で入手した古代端末を操作し、スフィアや武器の製作をする。また、島内での生活を豊かにするため、手持ちパルと協力して拠点建設や畑作りなどを行うことができる。

#### 島内のパルテイマー
パルパゴス島にて生活するパルテイマーたち。『駆け出しのパルテイマー』『ベテランパルテイマー』『冷酷なパルテイマー』など数多く存在し、ランダムで出現する。話しかけると力試しができる。

### 塔のボス

#### ゾーイ・レイン
レイン密漁団幹部。相棒はエレパンダ。若い女性で、黒とピンクのツインテール、腰につけた相棒のぬいぐるみが特徴。『レイン密漁団の塔』を守る。
手記によると、若くして両親を亡くし、幹部の座を父親から受け継いだ。団員に祭り上げられているが彼らのことは信頼していない。相棒との出会いはゾーイが幼少の頃に団員に捕まって寂しそうにしているのを見かけ、ともに団から逃げ出そうとしたところを見つかってしまい、檻に閉じ込められそうになったところを、相棒が身を挺して守ったことがきっかけで、相棒との信頼は非常に深い。塔を守るという役目を父親から引き継いだが、なぜ塔を守っているのか、なぜ守る必要があるのかと疑問に感じている。
サブミッション「ぬくもりの記憶」をクリアするとゾーイ&エレパンダという特別な個体のエレパンダを入手することができる。

#### リリィ・エバハート
パル愛護団体創始者。相棒はリリクイン。若い女性で、緑がかった白髪が特徴。古代の力を宿す『リリィの槍』を所持している。『パル愛護団体の塔』を守る。
手記によると、パルのことを崇高な存在として敬い、相棒に対し様付けする反面、人間のことは野蛮な生き物として酷く見下している。そのため、スフィアのことを「パルを服従させる文明の汚点」と断言しており、塔のボスの中で唯一スフィアから相棒を出すシーンが存在しない。相棒との出会いは、野生のパルを乱獲していた密漁団を槍で殺したときにできた傷を癒してもらったことが始まり。
上記のとおり、パル重視人間軽視であるため、人に残酷かつ非道で、禁漁区の警備員に、侵入者は問答無用で殺すよう言い渡している。

#### アクセル・トラバーズ
永炎の同志ソウルリーダー。相棒はボルゼクス。青年で、細身で引き締まった体格。『永炎の同志の塔』を守る。
手記によると、退屈な毎日を過ごしており、戦い好きで、まだ見ぬ海の向こうの強者に闘志を燃やす。また、手記内で韻を踏むようなラッパー気質で、ノリの軽い性格。なぜカルト教団を率いているのかは不明。サヤの手記によると、あるタイミングで教団のリーダーがアクセルに代わったとのこと。

#### マーカス・ドライデン
パルパゴス島自警団幹部。相棒はホルス。中年男性で、大柄な体格。『自警団の塔』を守る。
手記によると、違法薬物の取り締まりをしてその罰金を組織運営に充てているが、実際はマッチポンプで、自身が売りさばいた薬物を買った者からさらに金を搾り取っている。この手法を思いついた自身を天才だと評し、金づるである薬物中毒者たちを見下し、「頭の出来が悪いのは罪」だと蔑む。

#### ヴィクター・アシュフォード
パル遺伝子研究部隊隊長。相棒はゼノグリフ。年齢不詳の男性で、白と黒の縞模様の髪とアイマスクが特徴。『遺伝子研究部隊の塔』を守る。
手記によると、相棒はヴィクターが遺伝子組み換えで誕生させた新種。研究者だが、その手法は非人道極まりなく、1体のパルを大幅に強化させる『パル濃縮ポッド』を完成させる目的でパルを溶かして液体にした。また、ゼノグリフの完成までに誕生した失敗パルを大量に廃棄処分した。

#### サヤ・クロサキ
月花衆長。相棒はセレムーン。若い女性で、紫の髪と着物が特徴。『月花衆の塔』を守る。
手記によると、相棒と出会う前は退屈な日々を送っていた。塔を守り続けることに不満を感じ、晩酌でやけ酒をするほどだった。永炎の同志と遺伝子研究部隊の縄張り争いを静観し、自身の領地が汚されないことをただただ願っていた。しかし、相棒が彼女の前に現れてからは自身の道が照らされ、酒が美味くなった。戦闘時には相棒と乾杯している。

#### ビョルン・セリグソン
天落の民首領。相棒はヒョウガオー。高齢の男性で、筋骨隆々の肉体美と青混じりの白髪が特徴。『天落の塔』を守る。
手記によると、かつては海の漢として活動していたようで、天落の西沖にはビョルンのものと思われる難破船が大破し放置されてある。元・レイン密漁団幹部でゾーイの父親とは旧友で、ゾーイのことは赤子の時に面識がある。密漁団の活動を快く思っていないが、ゾーイの人の上に立つ立ち振る舞いを遠目で見つめ、「確かにあれはお前の子だ」とゾーイの手腕を認めている。

## パルとパルパゴス島

### パルパゴス島
島は平たんな草原から砂漠、火山、雪山、桜が生い茂る豊かな土地など様々な場所があり、木や岩、鉄鉱石、原油などの天然資源も豊富。あちこちにパルが生息し、人間が住む集落はごくわずか。破壊され残骸のみが残る教会などの建造物もいくつかある。

### 島に生息するパルたち
200種類以上おり、捕食者として襲い掛かってくるものもいるが、食料や武器防具の素材に活用できる。同じ種族でも個体差があり、ポテンシャル（体力・攻撃力・防御力）の値も異なる。「パッシブスキル」を最大4つ持ち、戦闘や拠点で有利になったり不利になったりする。ペコドンとパリピドンのような亜種が存在するほか、通常より希少な大型種は「ボス」「アルファ」と呼ばれる。また、パルの全体的なデザインはドラゴンクエストから影響を受けている。

#### ツッパニャン
ゲーム冒頭で漂流した主人公を見ていた1匹のパルが属している種族。堂々としているが実際は非常に臆病で、野生種は攻撃力が低下するパッシブスキル「ビビり」を確定で持つ。

#### クルリス
5歳から7歳児程度の知能がある。 持たせたサブマシンガンでの攻撃が可能だが、武器の扱いを教わった個体が主人を殺害した記録がある。また、島には『クルリス像』というオブジェクトが各地に点在しており、集めると主人公のパル捕獲確立が上昇する。

#### ンダコアラ
群れからはぐれたパルにエサを分け与えるくらい優しい心を持つものの、非常に目つきが悪く友達が少ない。

#### クルットリ
爆発する卵を産む恐怖のパル。 普段は卵を尻から射出して攻撃するが、万策尽きると自爆特攻する。

#### オコチョ
体を丸め、凄まじい速度で回転移動する。 先人は飼いならしたオコチョにミルクの袋を取り付け、その回転力でバターを作っていた。

#### ペコドン
気の抜けた見た目とは裏腹に、かなり獰猛。 目に映るもの全てを餌と認識し、野生種は満腹度が減りやすいパッシブスキル「食いしんぼ」を確定で持つ。

#### パリピドン
ペコドンの亜種。ペコドンに電流が走り、生まれ変わった姿。

#### アヌビス
その風貌からかつては高貴な者の象徴とされ、島には巨大なアヌビスの像がいくつもある。しかし、貧者にとっては疎みの対象となり、いつしか死の象徴となった。

#### ジェッドラン
パルパゴス島をはるか上空から見守る「伝説の流星龍」の異名を持つ強力かつ大型のパル。史上最速で飛行可能。

#### ブシガエル
身体を限界まで縮ませ、バネのように使うことができる。群れで行動し、群れの中で失態を演じたブシガエルは自決を迫られる。

#### ミミドッグ
普段は宝箱に擬態しており、レアアイテム「ドッグコイン」を落とす。逃げ足が速い。

#### ナイトメアリ
片手に自分の魂を浮かばせており、好意を寄せた相手の魂を強引に引き抜き自分の魂と混ぜまわせようとする。

#### ヤンデリナ
本能的に獲物をバラバラに切り落とす衝動を抑えられない恐怖の解体者。切り落とす順番には個体ごとにこだわりがある。

#### ヒグルミ
釣りでのみ捕獲できる。小さな黒いパルが着ぐるみを付けたような可愛らしい見た目をしているが、着ぐるみに手を入れると何も無く、どこまでも深く手を差し込めてしまう。

#### ネプティオス
パルパゴス島北の小島にひっそりと姿を現す「伝説の海獣」の異名を持つ強力かつ大型のパル。史上最速で水上移動可能。

## 登場組織

### レイン密漁団
パルパゴス島のほぼ全土に出没するパルの密漁者たち。ボスは不明だが幹部の1人としてゾーイが登場する。使用する武器は木の棒からミサイルランチャーまで多種多様。捕獲したパルを闇商人相手に売りさばき、生計を立てている。また、原油を効率的に採取することのできる「オイルリグ」を独自に所有。

### パル愛護団体
パルパゴス島の中心地に出没するパルを愛する者たちで結成された組織。創始者はリリィ。使用する武器は木の棒や弓矢など。人間の手からパルを保護するため、自警団を雇い、絶滅危惧種を禁漁区に隔離している。しかし、下っ端たちはパルを乱獲し、売りさばいており、実態は密漁団と変わらない。そのことにリリィは気が付いていないものの、資金源を不思議がってはいる。

### 永炎の同志
火山地帯に出没するカルト宗教団体。教祖ことソウルリーダーはアクセル。「炎」を信仰しており、使用する武器は火炎放射器。密漁団や愛護団体にはある拠点が見当たらず、活動内容も不明。

### パルパゴス島自警団
パルパゴス島の限界集落や禁漁区に現れる警備員たちが所属する組織。団長は不明だが幹部の1人としてマーカスが登場する。使用する武器はピストルなどの銃火器。他の組織とは異なり、基本的にプレイヤー側から攻撃しない限り襲われない。

### パル遺伝子研究部隊
雪山地帯に出没するパルの研究チーム。隊長はヴィクター。研究員たちは全身を機械で武装しており、レイルガンを使用する。

### 月花衆
桜島に出没する集団。長はサヤ。構成員は忍者のように顔を隠しており、刀を使用する。

### 天落の民
天落に出没する原住民族。首領はビョルン。民たちはいずれもお面で顔を隠し原始人のような姿をしているが、武器はミサイルランチャーなどの近代兵器を使ってくる。また、天落の地で飛行パルにライドすると撃ち落されることがあり、民のキャンプに設置された対空ミサイルをハッキングし無効化すれば安全に空を飛ぶことができる。

## IP展開
2024年7月10日、パルワールドの知的財産権（IP）を国内外で展開する目的で、ソニーグループのソニー・ミュージックエンタテインメント並びにアニプレックスとの合弁会社、「パルワールドエンタテインメント」の設立を発表。

## 評価

### 発売前
発表トレーラーはTwitter（現：X）上で33,000件以上のいいねを得た。発表後は「銃があるポケモン（Pokémon With Guns）」という愛称で呼ばれるようになった。しかし、ポケットペアの前作にあたる『クラフトピア』が未だアーリーアクセスの状態であるため、パルワールドも未完成のままになるだろうと懐疑的に見る人もいた。発表トレーラーの社会風刺的な描写は、野生動物を捕獲して戦わせるという行為の暗い側面に光を当てていると分析されている。

### 早期アクセス
批評家からおおむね肯定的な評価を得た。IGNとPC Invasionは楽しい戦闘と夢中になるゲームプレイループを称賛した。The Escapistはゲームの拠点構築はパルの協力のおかげでとても順調に行えるため、サバイバルクラフトの面では『Valheim』よりも楽しいと評価した。PCGamesNは、本作の「プレイヤーの行為主体性（Player Agency）」が中立であり、パルの扱い方が自由になっていることを評価した。GameSpotは、モンスター収集ジャンルがその「ゲームプレイとしての搾取システム」を初めて認めたことを称賛し、言っていることと見せていることが違うというこのジャンルの認知的不協和が解消されたと評価した。
PC Invasionは、広大なマップには空っぽに感じる場所があり、NPCとの交流も同様に味気ないと述べた。PCGamesNは本作の乱雑なHUDやキーの割り当て、しばしば立ち往生する質の悪いAIを批判した。Wccftechは、戦闘部分は本作の「もっともつまらない部分（its weakest aspect）」であると指摘し、プレイヤーキャラクターがパルと比べて攻撃も防御も弱いため、「敵と戦うのではなく、パルが敵を倒すことを祈りながら自分は敵の攻撃を回避しているだけだ」と批判した。
ユーザーからは安定して高評価を獲得しており、「天落アップデート」配信後の2024年末時点でSteamの直近のユーザーレビューは95％以上が好評の圧倒的に好評を獲得し、アクセス開始から全体のレビューで30万件中94％が好評の非常に好評を獲得している。ゲーム実況者のたいじは2024年にプレイしたゲームの中でもっとも面白かったゲームだと公言しており、「ARK系のゲームだったら一番面白い」「拠点にパルを配置させて効率を良くするやり方が賢い」と評価した。

### 売上
発売（早期アクセス版）から8時間で100万本を売り上げ、初日に売上本数が200万本に達した。1月23日には同時接続数が185万人以上になり『PUBG: BATTLEGROUNDS』に次ぐ歴代2位の接続者数を記録。2月23日にはSteam版が売上1500万本を達成、Xbox版のプレイヤー数(Game Pass込)も1000万ユーザーに到達、この時点で総プレイヤー数は2500万人に上った。なお、プレイヤーの内訳は中国が全体の35％、アメリカが20％、日本はわずか2.5%となっており、人口を考慮するとアメリカでは爆発的なヒットとなった。

## 類似性に対する論争と提訴
パルワールドに登場するパル（モンスター）は、一部のネットユーザーやマスコミからポケットモンスターシリーズのコピーであると非難されている。ポケットペア代表取締役社長の溝部は、TheGamerのインタビューで、パルワールドはポケモンから着想を得ておらず、上記の通りコンセプトとしてはArk: Survival Evolvedから、パルの全体的なデザインはドラゴンクエストの影響を受けていると述べている。
一方で、パルは既存のポケモンに似ていると指摘する声もある。ポケモンに似たゲームとしては『Cassette Beasts』『Temtem』『Anode Heart』などがあり、株式会社ポケモン元幹部のドン・マクゴーワンもGame Fileのインタビューに対し、「何千回も目にしたよくあるパクリのナンセンスなゲームに似ています」とコメントしている。ポケットペアのアーティストに対して誹謗中傷が送られる事案が発生することもあった。

### 様々な専門家の見解
アメリカメディアのIGNは、疑われている類似点の多くはありふれたものであるが、一部のものは露骨であると述べた。
その一方で、Gamer Networkの顧問弁護士であるTim Cottonは「ポケモン側がデザインの侵害について主張するには、厳しいものになるだろう」と指摘したほか、別の弁護士も「ゲーム自体についてはゼルダの伝説、モンスターハンター、Minecraftの寄せ集めであり、既存のポケモンと異なる故に、任天堂に勝ち目はない」と述べ、モンスターの見た目に関して勝訴するのはとても難しいと結論づけた。
Rock Paper Shotgunの記者Edwin Evans-Thirlwellは、著作権は抑圧の手段にもなり得ると述べ、どんな些細な類似点も法廷に持ち込もうとする「熱意」は哀れだと批判した。フランスのコンピュータゲーム開発企業Arkane Studioのディレクターを務めるDinga Bakabaは、ソウルライクなどを例に挙げ、「模倣は最高の褒め言葉だ」と述べている。
日本のメディアReal Soundもかつて争われた『ファイアーエムブレム』と『エムブレムサーガ』をめぐる任天堂とエンターブレインの訴訟結果が、不当競争防止法違反に関して任天堂側の請求が一部認められた一方で、著作権侵害については全面的に棄却されたことを挙げ、「どれだけ似通った世界観、ゲーム性、キャラクターデザインなどを持ち合わせていたとしても、著作権の侵害には問われなかった」ことから、ファンに受け入れがたい内容であっても法律上は問題がないだろうと推測した。
Forbes Japanも「IPに関して言えば、『パルワールド』ではポケモンの表現やキャラクターがそのまま使用されているということはない」と指摘した上で、「コンセプトには、著作権はない」と著作権法上の観念を紹介し、アセット(素材)盗用が確認されない限りにおいて「他の作品をまねただけの『怠惰なデザイン』だとしても、実際の窃盗行為があったことが証明できない限り、盗用とは認められない」と報じた。
前川知的財産事務所所属の弁理士・砥綿洋佑は、商業上の秘密や営業上の信用など、著作権等によって直接的にはカバーされない分野を保護する不正競争防止法の面から、株式会社ポケモンではなく、ポケモンのキャラクターデザインにも関与している株式会社クリーチャーズが行動を起こすかどうか論点になりうるとしている。だが「様々な論点があり予測が難しい」としており、著作権の面でも「一部のパルと一部のポケモンとの間に共通点とみられる部分があるとしても、それがアイデアの段階にとどまり、具体的表現として一致しなければ、著作権の侵害とは言えない」と述べている。
任天堂に在籍していた今村孝矢は自身のXで、「多くの人にポケモンと酷似している印象を与えたのは事実でしょう。」「今回の成功で他社もここまで似せた印象を作っても良いんだと言う目安にならない様に任天堂側もなんらかの策を講じているのではないでしょうか？」とし、ポケモンそのものの価値が下がるのを絶対に避けたいと考えているはずと綴っている。ゲームプロデューサーの岡本吉起も、自身のYouTubeチャンネルで、任天堂はこれでは動かないとした上で、「本当はコピー屋を支える行動は控えるべき」、「(ゲーム業界の発展のために)膿出しはしっかりした方がいい」と暗に否定した。またゲーム内で、パルが銃を持っている描写に対して、Rock Paper Shotgunは上記と同記事内で、「訴える手段になり得る」とも述べている。
株式会社ポケモンは2024年1月25日、パルワールドに関する問い合わせに対するとみられる「他社ゲームに関するお問い合わせについて」という声明を発表し、「いかなる利用も許諾していないこと」、また「ポケモンに対する知的財産権の侵害行為に対しては調査の上で適切な対応を取っていくこと」を表明した。任天堂社長の古川俊太郎は『パルワールド』について「自社の知的財産権を侵害しているものに対しては、適切な対応を取ることになる」と一般論に留めていた。

### 任天堂および株式会社ポケモンによる特許権侵害訴訟
早期アクセスから約8か月後の2024年9月19日、任天堂と株式会社ポケモンはパルワールド側が複数の特許権を侵害しているとして、侵害行為の差し止めと損害賠償を求めてポケットペアを提訴した。ゲームプロデューサーの岡本吉起は、任天堂がようやく動いたとした上で、「著作権ではなく(勝てる見込みのある)特許権にしたのだろう。」と任天堂を支持した。ポケットペアの広報では、任天堂と株式会社ポケモンへの損害金は最低でも500万円ずつであることが判明しており、コロプラが任天堂に特許権について裁判を起こされた時の和解金である33億円よりもかなり少額となったが、ポケットペアが敗訴した場合のパルワールドの挿し止めの可能性はコロプラの裁判と同じく据え置きとなった。なお、任天堂が裁判で侵害されたことを訴える3つの特許は全て2021年（ポケモンレジェンズ　アルセウス発売前）に取得した特許を2023年以降に分割出願したものの一つであり、一部の特許についてはNintendo Switch本体と関連づいた内容である。

### パルワールド声明と炎上騒動、日本国内外での論争
任天堂と株式会社ポケモンの提訴を受け、2024年9月19日にパルワールドの公式Xが声明を出し、「当社（ポケットペア）は東京を拠点とする小規模なインディーゲーム開発会社です。私たちの目標は常に楽しいゲームを作り続けることです。この目標は今後も変わらず、多くのゲーマーの皆様に喜びを提供するために、ゲーム開発を続けます」「今回の訴訟により、ゲーム開発以外の問題に多くの時間を割かざるを得ない可能性がある状況は非常に残念ですが、ファンの皆様のため、そしてインディーゲーム開発者が自由な発想を妨げられ萎縮することがないよう、最善を尽くしてまいります」とコメントを残した。また、任天堂が過去にコロプラに対して裁判を起こした際は事前に交渉があったとされているが、今回の件では事前の通達が無く突如として提訴されたこともインタビューにて明らかとなった。
日本企業同士の争いとなったが、国内のSNSではパルワールド公式Xの声明を受けて「インディーズの代表みたいな物言いはやめてほしい」などと言った批判が相次ぎ、J-CASTニュースの元副編集長の城戸譲は、「『東京を拠点とする』と書くことにより、絶対強者たる任天堂と、無名の弱者であるポケットペアという図式を作りたかったのかもしれない。こうした対立構図による「下克上のストーリー」は、確かにイメージ戦略的にはアリ。」としつつも、インディーゲーム開発者という「大きすぎる主語」は批判の的にされがちとしている。また「そもそもソニー・ミュージックエンタテインメントとアニプレックスとともに「パルワールドエンタテインメント」の設立を発表している。ノウハウを持つ大手と組んでIP（知的財産）を展開するとなれば、それはもはやメジャーなのではないだろうか。」とポケットペアは「インディー」と言えないのではないかとの見方もあると述べている。
経済産業省北海道経済産業局の事業のメンターであった弁理士の嵐田亮も、任天堂は「以前から、長年の努力で築き上げてきた知財を保護するために、同社のブランドを含む知財の侵害行為に対しては必要な措置を講じるという方針を掲げてきた。」「任天堂は豊富な知財を持ち、「常にまねされる側の立場にある」ことから「任天堂のブランドイメージを守るためには全力で争う」企業だ」と述べている。
カナダのメディアScreenRantは「パルワールドファンはポケットペアを支持している」「パルワールドのオープンワールド要素やサバイバル要素、クラフト要素はポケモンにはない奥深さを持っている」と言及し、ゲームの仕組みを特許とすることは、業界全体に影響を与える行為であり、「知的財産の保護とイノベーションの促進との間の葛藤を生み出す」と指摘した。ゲーム業界の訴訟問題などを取り扱うgames frayは、「任天堂とポケットペアの訴訟はイノベーションの観点も含めさまざまな理由で問題がある」と指摘し、任天堂がポケットペアを訴えるために特許を分割出願した手法を批判し、「任天堂は特許の藪を作ろうとしています。任天堂がやりたいことは、パルワールドがパルワールドのままいられないようにすることです。モンスターを捕獲するというゲームメカニクスがそのまま残る限り、日本では任天堂のさまざまな特許が立ちはだかるはずです。今回の特許がだめでも別の特許が障害としてポケットペアの前に立ちはだかるはずです」と話した。
ダイヤモンド社は、海外では上記の意見があるとしつつも、国内では任天堂寄りの意見が多いと記載。その上、「パクリ（と思われるような）ゲームのライセンス事業を大手と組んで大々的にやるなら、任天堂としてもいよいよ待ったをかけざるを得なかったのではないか……というのが専門家らの見立て」とし、「訴訟に至るときは自社のキャラや技術を守るためであったり、自社のためでありつつもゲーム業界全体の利益につながるものであったりする。」と過去に生じたコロプラやマリオカート等に関わる裁判を例に出し、「任天堂には「超えてはいけないラインを示そうとしている意図」もあるように思われる」と述べている。